# セプテンバー・グループ
セプテンバー・グループとは、のちに分析的マルクス主義を生み出した哲学者、社会科学者たちのグループである。
数カ国出身の10名前後の若い研究者たちが集まり、現代マルクス主義の理論的諸問題について議論するために、1979年にロンドンで最初の会合がもたれたのが、セプテンバー・グループの始まりである。グループの参加者たちは、一方では主流派の社会科学のトレーニングを積んできており、また一方では1960年代から1970年代にかけての欧米先進国における学生運動や革新政治の高揚を直接的または間接的に体験していた。
グループ名の由来は、メンバーが議論するために9月に集まりをもったことに由来する。このグループはまた「たわ言でないマルクス主義（Non-Bullshit Marxism）」と自称することがあった。Bullshitの原義は「牛のクソ」であるが、「でたらめを言う、とぼける、ごまかす、でっち上げる、だます、（ずる賢い）うそをつく（者）」といった意味を持つ。たとえば教条主義者は反論・批判があっても容易なことでは信念を変えないが、反論・批判に対しては、自説を擁護し再反論を行い、とにかく応答しようとする。「牛のクソ野郎（Bullshiter）」は実は、教条主義者ですらなく、批判に対してそもそも応答しないという意味で、学問的に不誠実な（かならずしも全てではないが、少なくない）伝統的なマルクス主義者を指している。彼らはむしろ、批判や自説を否定する事実に直面すると容易に信念や態度を変更するが、そのことについて何の説明も行おうとしない。時に仲間内の政治的地位を利用して、時に論敵に対して「イデオロギー」に由来するさまざまなレッテル貼りを行って、議論を回避しようとする。セプテンバー・グループのメンバーは、当然そうした「牛のクソ野郎（Bullshiter）」と対極の態度を取ろうとする。彼らは厳密にまた容赦なく議論を行い、時に破壊的にさえ映るほどに、徹底した討論を尊重する。
彼らの特徴はデイビッド・ミラーの次の言葉によく示されている。
```
「通常イデオロギーの霧に包まれてしまっている諸問題について明晰かつ厳密に考える」。
```

セプテンバー・グループのメンバーには、ジェラルド・コーエン、ジョン・ローマー、ヤン・エルスター、アダム・プシェヴォルスキ、エリック・オリン・ライト、フィリップ・ヴァン・パレース、ロバート＝ジャン・ヴァン・フェーン、ロバート・ブレナー、ハイレル・スタイナー、サミュエル・ボールズらがいる。
グループのメンバーはマルクス主義に関心を持っているが、フィリップ・ヴァン・パレースやハイレル・スタイナーのように自分はマルクス主義者ではない、という者もいる。またジョン・エルスターやアダム・プシェヴォルスキは1990年代のはじめに、グループから脱退している。